# پولا ایکس
پولا ایکس (Pola X) فیلمی درام و رمانتیک به کارگردانی لئوس کاراکس محصول سال ۱۹۹۹ است. فیلم برداشتی آزاد از رمان پیِر: یا، ابهامات (Pierre: or, The Ambiguities) اثر هرمان ملویل و نامش سرواژهای از نام فرانسوی رمان (Pierre ou les Ambiguïtés) به‌علاوهٔ X است. از بازیگران آن می‌توان به گیوم دوپاردیو، یکاترینا گولوبوا، کاترین دنو و تیل لیندمان اشاره کرد.
پولا ایکس در جشنواره فیلم کن ۱۹۹۹ نمایش داده شد و به‌خاطر هنجارشکنی و بی‌پروایی جنسی، از فیلم‌های نهایت‌گرایی نوین فرانسه به‌شمار می‌رود.

## اقتباس
هنگامی که کاراکس در جوانی و به پیشنهاد دوست و همکار دیرینه‌اش، الی پویکارد  برای اولین بار رمان پیر از ملویل را خواند، دریافت که این کتاب به‌شدت دشوار است—احساسی که بسیاری از نسل‌های خوانندگان دیگر نیز تجربه کرده‌اند. با این حال، پس از تلاش برای عبور از پیچیدگی‌های آن، به این درک رسید که این کتاب، به نوعی، «کتاب او» است، اثری که «تمام پرسش‌های درست را برای من مطرح می‌کند».
یکی از دلایلی که این رمان چنین ارتباط مستقیمی با او برقرار کرد، حضور شخصیتی چون پیر بود—یک نمونه برجسته از شخصیت‌های ملویلی، یعنی «شارلاتان» یا نسخه‌ای از مرد اعتماد (confidence man). او معتقد است که در سینما آسان‌تر از ادبیات می‌توان در نقش یک شارلاتان ظاهر شد و «از پس آن برآمد». در مصاحبه‌ای برای برنامه متروپلیس شبکه Arte، او در گفت‌وگو با پیر-آندره بوتانگ توضیح می‌دهد:
«فریبکاری از همان لحظه خروج آغاز می‌شود... فریبکاری یعنی در جای خود نبودن، جایگاه را دزدیده بودن... همین که چیزی بلد نیستی اما همچنان تلاش می‌کنی، خود نوعی فریبکاری است... اینکه وانمود می‌کنی زندگی‌ات را می‌نویسی درحالی‌که دیگران آن را برایت می‌نویسند... فریبکاری هزار چهره دارد. اما پیر رمانی زیبا درباره فریبکاری است. عنوان رمان توماسِ فریبکار اثر کوکتو نیز یکی از زیباترین عناوین رمان است. من شخصیت‌های فریبکار را دوست دارم.»

## خلاصه داستان
پی‌یر (دوپاردیو) و خواهرش، «ماری» (دونوو)، در عمارتی اربابی در نورماندی زندگی می‌کنند. آنان خوش‌سیما، ثروتمند و بی‌غم و آسوده‌خیال‌اند و همدیگر را دوست دارند. پی‌یر هر روز صبح با موتورسیکلتی که از پدرش به ارث برده، نزد نامزدش، «لوسی» (شویلو) می‌رود. آنان نیز دل‌باختهٔ یکدیگر هستند. یک شب، ماری به پی‌یر اعلام می‌کند که خانواده همسرش تاریخی را برای ازدواج او با لوسی تعیین کرده‌اند. پی‌یر بلافاصله شبانه راه می‌افتد تا لوسی را از این موضوع باخبر کند. اما در راه و در حاشیه تاریک جنگل، زنی (گولوبه‌ورا) پیش روی او ظاهر می‌شود. زن با لهجهٔ ساکنان اروپای شرقی حرف می‌زند: «پی‌یر… تو تنها بچهٔ خانواده نیستی… من خواهرت ایزابل هستم.» پی‌یر حرف زن را باور می‌کند. اما چگونه می‌تواند خطای پدر را تصحیح کند و خواهر قربانی‌شده‌اش را نجات دهد؟ پی‌یر ناگهان همه چیز را رها می‌کند و به اتفاق ایزابل به پاریس می‌رود: «همه عمر در انتظار حادثه‌ای بودم که مرا به فراسوی تمامی این چیزها فرا خواند…»